# The Visitor
The Visitor, är en amerikansk dramafilm från 2007 i regi av Thomas McCarthy med Richard Jenkins i huvudrollen. Jenkins nominerades till en Oscar 2009 i kategorin Bästa manliga huvudroll för sin rollprestation i filmen. 
Filmens handling kretsar kring migration och illegal invandring. Jenkins spelar den stillsamma och anspråkslösa ekonomiprofessorn Walter Vale som motvilligt reser till New York på konferens. Väl där möter han ett ungt par som illegalt vistas i USA varpå han dras in i deras liv.

## Rollista
- Richard Jenkins – Walter Vale
- Haaz Sleiman – Tarek
- Danai Gurira – Zainab
- Hiam Abbass – Mouna
- Richard Kind – Jacob
- Michael Cumpsty – Charles
- Marian Seldes – Barbara